# Taça Caxambu
In 1906 werd de Taça Caxambu gespeeld voor voetbalclubs uit de toen nog Braziliaanse hoofdstad Rio de Janeiro. De competitie werd gespeeld van 6 mei tot 28 oktober 1906 en was niet voor de eerste elftallen van de clubs, maar voor de tweede. De competitie werd parallel gespeeld met het Campeonato Carioca 1906 en op dezelfde dag tegen hetzelfde team als de eerste elftallen. Botafogo werd kampioen. 

## Wedstrijden
- 06/05 - Rio Cricket 1 - 3 Football & Athletic
- 13/05 - Fluminense 5 - 2 Botafogo
- 20/05 - Bangu 1 - 1 Football & Athletic
- 27/05 - Botafogo 1 - 0 Bangu
- 10/06 - Bangu 0 - 1 Fluminense
- 01/07 - Botafogo 6 - 1 Rio Cricket
- 08/07 - Botafogo 1 - 0 Football & Athletic
- 14/07 - Fluminense 0 - 0 Football & Athletic
- 15/07 - Bangu 1 - 2 Botafogo
- 22/07 - Rio Cricket O - W Bangu
- 12/08 - Fluminense  W - O Rio Cricket
- 26/08 - Football & Athletic 3 - 0 Bangu
- 09/09 - Football & Athletic 0 - 2 Fluminense
- 23/09 - Football & Athletic O - W Botafogo
- 23/09 - Bangu W - O Rio Cricket
- 30/09 - Botafogo 3 - 1 Fluminense
- 7/10 - Rio Cricket 0 - 3 Botafogo
- 14/10 - Rio Cricket O - W Fluminense
- 21/10 - Fluminense 5 - 0 Bangu
- 28/10 - Football & Athletic W - O Rio Cricket

## Eindstand
| Plaats | Club                  | Wed. | W | G | V | Saldo | Ptn. |
| ------ | --------------------- | ---- | - | - | - | ----- | ---- |
| 1.     | Botafogo FC           | 8    | 7 | 0 | 1 | 18:8  | 14   |
| 2.     | Fluminense            | 8    | 6 | 1 | 1 | 14:5  | 13   |
| 3.     | Football and Athletic | 8    | 3 | 2 | 3 | 7:5   | 8    |
| 4.     | Bangu                 | 8    | 2 | 1 | 5 | 2:13  | 5    |
| 5.     | Rio Cricket           | 8    | 0 | 0 | 8 | 2:12  | 0    |

### Kampioen
| Taça Caxambu de 1906         |
| Rio de Janeiro               |
| ---------------------------- |
| BOTAFOGO Kampioen (1° titel) |